# Kupola
Kupola (iz latinščine cupula) je sferična oblika svoda nad zgradbo, ki ima tloris kroga, kvadrata ali mnogokotnika. Kupole so večinoma zgrajene iz kamna, opeke, betona, lesa, različnih kovin in drugih materialov. Kupolo največkrat gradijo kot kaloto ali polkroglo, v novejšem času kot lupino.
Kupola se lahko izvede direktno na zidovih prostora ali preko posebnih konstrukcij:
- trompa - vogalna trikotna niša preko katere se iz kvadratne osnove preide najprej v osemkotno in nato v krožno obliko;
- pendantiv - sferični trikotnik, s katerim se iz kvadratne osnove preide v sferično obliko.

Pogosto se med kupolo in pendantiv umesti cilindrični tambur. Na vrhu kupole je pogosto svetlobna odprtina (oculus) ali stolpič (lanterna) z okni.
Kupole so bile posebna oblika samostanskih hodnikov s poligonalnim, krožnim ali ovalnim tlorisom - imajo samo eno teme in celoten obseg tlorisa kot opornik. So izboljšana različica prazgodovinskega nepravega oboka oziroma neprave kupole.

## Oblike
Kupole se razlikujejo tudi glede na lokacijo in material. V zahodni arhitekturi prevladuje polkrožna kupola postavljena na tambur. Druge oblike so še: češka čepica, listnata, koničasta, čebulasta, rebrasta in kasetna.
Atrejeva zakladnica v Mikenah, ki je bila zgrajena v letih 1300-1250 pr. n. št., je primer sistema nepravega oboka. Kamni so zloženi drug na drugega tako, da je vsak naslednji zamaknjen proti središču kroga. Višina kupole je 13 m, premer pa 14 m. Podobne kupole so gradili tudi Maji in so dobro vidni v zgradbah v arheološkem parku Palenque.
Čebulaste kupole so tiste, ki se izbočijo navzven preko svojega osnovnega premera. Postale so priljubljene v drugi polovici 15. stoletja državah severne Evrope in so se morda zgledovale po minaretih iz Egipta in Sirije. Razvile so se v 16. in 17. stoletju na Nizozemskem, se širile v Nemčijo, kjer je postala priljubljena sestavina baročne arhitekture v Srednji Evropi. Vpliv se je širil tudi na ruske in vzhodnoevropske premere. Običajno so lesene. V islamski arhitekturi, ki jo najdemo na Bližnjem vzhodu in v Indiji je tak primer Tadž Mahal.
Gotska stolnica z renesančno kupolo stoji v Firencah. Začeli so jo graditi leta 1294, do leta 1412 so zgradili povečan osmerokoten tambur, visok skoraj 56 m, razpon 42 m med stenami in 45 m med vogali. Kupolo so začeli graditi 7. avgusta 1420 pod vodstvom Fillipa Bruneleschija. Bruneleschi je uvedel sistem dvojne lupine in s tem zmanjšal obremenitev. Osem glavnih reber sloni na vogalih osemkotnika, šestnajst manjših parov pa vmes. Skelet je povezan s horizontalnimi loki. Kupola je bila grajena v horizontalnih pasovih, ki so bili med seboj  povezani tako, da je vsak nosil lastno težo in je bil dovolj trden, da je podpira naslednji pas, dokler ta ni bil zgrajen.
Rebrasto kupolo je uporabil tudi Michelangelo po letu 1561 na Sv. Petru v Rimu.
Tehnično gledano poznamo različne vrste kupol:
- ploska kupola,
- kupola z rebri,
- kupola z enojno sli dvojno lupino,
- kupola na šestkotnem, osemkotnem ali dvanajstkotnem tlorisu,
- kupola na pendativih in
- kupola na vogalnih trompah.

## Zgodovina
Kamnite hiše v obliki čebeljega panja so poznale že prazgodovinske kulture Mediterana. Najbolj znana je Atrejeva zakladnica v Mikenah.
Že v starem veku so v Aziji poznali kupole v klasičnem smislu.
Široko uporabo oblika doseže v starorimski arhitekturi, ko je bila zgrajena ena najbolj znanih in največjih kupol – Panteon v Rimu (premera in višine 43,3 m).
Kupole so posebej pomembne v bizantski arhitekturi pri cerkvah - Hagija Sofija v Carigradu (premer 31 m). Postale so prototip za otomanske mošeje in kupola je dosegla veliko različnih oblik z razponi od majhnih reber (Velika mošeja, Córdoba, El Cristo de la Luz, Toledo), do jaškaste bizantinske tradicije (Kupola na skali, Jeruzalem), do kupole z dvojno lupino mogulske arhitekture v Indiji (Tadž Mahal, Agra).
V srednjem veku se pojavljajo sporadično in to samo kot zaključki visokih stolpov. Pomembnejši kupole v srednjem veku so krstilnica v Parmi (1196-1270), Cremoni (od 1176) in Firencah (11. / 12. stoletja, največje kupolaste strukture v srednjem veku, premer 25, 60 m), vse imajo poligonalen tloris. Krstilnica v Pisi (od 1152) (prvotno z odprto konico) je pokrita s stožčasto kupolo, kar je posebna oblika. Bizantinske oblike kupol so se nadaljevali v Benetkah (Cerkev Svetega Marka).
V zgodnji renesansi oživlja arhitektura po rimskih antičnih zgledih, s tem pa ponovn uporabA kupole kot arhitekturnega elementa. Prva taka je bila kupola glavne stolnice v Firencah, delo Fillipa Brunelleschija, 1420.-1436. Najbolj znana in največja je kupola Sv. Petra v Rimu.
Mnoge baročne zgradbe imajo tudi kupole. Primer je Torinska stolnica (Guarini), cerkev Karla Boromejskega na Dunaju, Stolnica svetega Pavla, London in druge.
Čebulasta oblika kupole je uporabljena največkrat v pravoslavnih cerkvah v Vzhodni Evropi, posebej v Rusiji in Ukrajini.

## Perzijske kupole
Sasanidsko cesarstvo je začelo izgradnjo prvih velikih kupol v Perziji (danes Iran) s kraljevimi stavbami kot je palača Ardašir v Dezh Dokhtar. Po muslimanski osvojitvi Sasanidskega cesarstva, je perzijski arhitekturni slog prevzel velik vpliv muslimanske arhitekture in kupola je postala značilnost.
V obdobju Il-Kaganata je nastalo nekaj novosti pri gradnji kupol, ki so sčasoma omogočile, da so Perzijci gradili precej višje strukture. Te spremembe so kasneje tlakovale pot Safavidski arhitekturi. Vrhunec je bil dosežen z gradnjo kupole Soltaniyeh (1302-1312) v Zanjanu, ki meri 50 m v višino in ima 25 m premera, zaradi česar je 3. največja in najvišja zidana kupola kadarkoli postavljena.
Renesansa je v perzijsko mošejo in kupolo prišla v času Safavidske dinastije, ko je šah Abbas leta 1598 začel z rekonstrukcijo v Isfahanu, s trgom Naqsh-e Jahan kot osrednjo točko svojega novega glavnega mesta. Arhitekturno podobno iz obdobja Il-Kaganata, vendar umetniško na višji ravni. Prepoznavna značilnost perzijskih kupol, ki jih ločuje od tistih v krščanskem svetu ali osmanskih in mogulskih cesarstvih, je bila uporaba pisanih ploščic, s katerimi so kupole prekrite. Prevladovala je modra oziroma turkizna, ki odražata svetlobo sonca. Te kupole so popotniki ob Svilni cesti videli milje daleč. Ko so izumili sedem barvni slog žganja ploščic, jim je to omogočilo uporabo več barv za vsako ploščico in ustvarjanje bogatejših vzorcev. Barve, ki so jih Perzijci uporabljali so bile zlata, bela in turkizna na temno modrem ozadju. S 53 m v višino je kupola Masjed-e Shah (šahova mošeja) postala najvišja v mestu, ko je bila dokončana leta 1629. Zgrajena je bila kot dvojna kupola z oklepom in počiva na osmerokotni osnovi.

## Južno azijske in mogulske kupole
Islamska oblast nad severno in osrednjo Indijo je s seboj prinesla uporabo kupole, zgrajene s kamna, opeke in malte in železnimi klini. Uporaba železnih obročev za povezavo sosednjih kamnob je bila znana iz predislamske Indije in je bila uporabljena ob vznožju kupole za ojačitev. Sinteza stilov in s tem uvajanje novih oblik v hindujski tradiciji gradnje je ustvarila prepoznavno arhitekturo. Kupole iz predmugulske Indije imajo standardno plitvo krožno obliko z zasnovo lotusa in čebulasti vršiček na vrhu, ki izhaja iz hindujske arhitekture. V nasprotju s perzijsko in otomansko kupolo, so kupole indijskih grobnic bolj trebušaste.

## Moderna doba
Kupole so bile pogoste v arhitekturi klasicizma (Panteon, Pariz, Opera v Parizu) in uporabljene kot neoslogi. Posebej v 18. in 19. stoletju so se kupole uporabljale v profani arhitekturi, kot Reichstag v Berlinu ali Kapitol v Washingtonu.
Z novimi materiali kot so jeklo, prednapeti beton, plastika so bile dane možnosti razvoja novih, drznejših arhitektur.
V 20. stoletju so moderne betonske konstrukcije v obliki lupin omogočile veličastne kupolaste oblike kot na primer Terminal TWA letališča v New Yorku (Eero Sarninen), Dvorana športa v Rimu (Pier Luigi Nervi) premera 60 m ali Milenijska kupola v Londonu.

## Pomembne zgradbe s kupolo
| Leto izgradnje  | Ime                             | Kraj                        | premer       | Opomba                                    |
| --------------- | ------------------------------- | --------------------------- | ------------ | ----------------------------------------- |
| v 50 pr.n.št.   | Merkurtempel (del term)         | Baiae, Italija              | Ø 21,50 m    | [ 3 ]                                     |
| 125 n. št.      | Panteon, Rim                    | Rim, Italija                | Ø 43,3 m     |                                           |
| 547             | Bazilika San Vitale             | Ravena, Italija             | Ø 16 m       |                                           |
| 563             | Hagija Sofija                   | Carigrad, Turčija           | Ø 31 m       |                                           |
| okoli 700       | Kupola na skali                 | Jeruzalem, Izrael           | Ø 21 m       |                                           |
| 1067/68 in 1093 | Kharagan, stolpi dvojčki        | Qasvin, Iran                |              |                                           |
| 1227            | sv. Gereon                      | Köln, Nemčija               | Ø 21–16,90 m |                                           |
| c. 1340         | Petkova mošeja                  | Gulbarga, Indija            | Ø 35 m       |                                           |
| 1434            | Santa Maria del Fiore           | Firence, Italija            | Ø 42–45 m    |                                           |
| 1557            | Sulejmanija                     | Carigrad, Turčija           | Ø 27,25 m    |                                           |
| 1575            | Selimova mošeja                 | Odrin, Turčija              | Ø 31,3 m     |                                           |
| 1593            | Bazilika svetega Petra, Vatikan | Rim, Italija                | Ø 42,34 m    |                                           |
| 1616            | Modra mošeja                    | Carigrad, Turčija           | Ø 23,5 m     |                                           |
| 1659            | Gol Gumbaz                      | Bijapur, Indija             | Ø 37,9 m     |                                           |
| 1708            | Stolnica svetega Pavla, London  | London, Anglija             | Ø 34 m       |                                           |
| 1737            | Karlskirche                     | Dunaj, Avstrija             | Ø 25 m       |                                           |
| 1743            | Dresdenska Frauenkirche         | Dresden, Nemčija            | Ø 26,15 m    |                                           |
| 1781            | Stolnica svetega Blazija        | St. Blasien, Nemčija        | Ø 36 m       |                                           |
| 1841            | Cerkev svetega Izaka            | Sankt Petersburg, Rusija    | Ø 26 m       | višina 101,5 m                            |
| 1843            | St. Nikolaj                     | Potsdam, Nemčija            | Ø 24 m       | Höhe 13 m; Tambour visok 28 m; skupaj 77m |
| 1863            | Kapitol (Washington)            | Washington, ZDA             | Ø 29 m       |                                           |
| 1871            | Rotunda v Mosti                 | Mosta, Malta                | Ø 39 m       |                                           |
| 1894            | Friderikova cerkev              | København, Danska           | Ø 31 m       |                                           |
| 1913            | Dvorana stoletnice, Breslav     | Breslav, Poljska            | Ø 65 m       |                                           |
| 1920            | Goetheanum                      | Dornach, Švica              | Ø 12 + 17 m  | dvojna kupola, popolnoma lesena (zgorela) |
| 1926            | Planetarium Jena                | Jena, Nemčija               | Ø 25 m       |                                           |
| 1929            | Markthalle Basel                | Basel, Švica                | Ø 60 m       |                                           |
| 1929            | Kohlrabizirkus                  | Leipzig, Nemčija            | Ø 66 m       | [ 4 ]                                     |
| 1975            | Louisiana Superdome             | New Orleans, Louisiana, ZDA | Ø 207,3 m    |                                           |
| 1978            | Rotunda v Xewkiji               | Malta                       | Ø 27 m       |                                           |
| 1989            | Stockholm Globe Arena           | Stockholm, Švedska          | Ø 110 m      |                                           |
| 2000            | Projekt Eden                    | Cornwall, Anglija           | Ø 125 m      |                                           |

## Nekatere kupole v Sloveniji
Ljubljanska stolnica - cerkev sv. Nikolaja. Ključni spomenik zrele baročne arhitekture ter prvi na Slovenskem uresničeni ideal baročne dvorane s kapelami, s prečno ladjo in kupolo, s Quaglijevo poslikavo ter opremo.
Cerkev Marijinega vnebovzetja v Novi Štifti z bifornimi okni, nato pa je prostor krit s segmentno kupolo s svetlobnico. Prezbiterij kvadratnega tlorisa s prirezanimi ogli je ožji in nižji ter krit s svojo kupolo.
Cerkev sv. Frančiška Ksaverija na Veseli Gori pri Šentrupertu na Dolenjskem. Pogled v kupolo razkriva poslikavo sv. Trojice.
Cerkev Matere Božje na Sladki Gori. Pokriva jo češka kapa, ki sloni na konveksno zaobljenih slopih, kvadratni prezbiterij z elipsastim zaključkom pa je pokrit s kupolo na pendantivih.
Cerkev sv. Mohorja in Fortunata v Gornjem Gradu, visoka ovalna kupola nad križiščem s prečno ladjo in štirikotnim prezbiterijem so zaobljene.
Gospodarsko razstavišče, Hala A, ki ji pravijo tudi Kupola, saj je zasnovana kot »češka kapa«, je bila zgrajena leta 1957 in velja za prvo zgradbo v nekdanji Jugoslaviji z lupinasto konstrukcijo brez vmesne podpore.